# غلاند (سويسرا)
غلاند (بالفرنسية: Gland)‏ هي بلدية تقع في سويسرا في كانتون فود. يقدر عدد سكانها بـ 10,775 نسمة .

## أعلام
- بيرت بيفرلي بيتش